# クラープ・サーイプラディット
クラープ・サーイプラディット （タイ語: กุหลาบ สายประดิษฐ์、1905年3月31日 - 1974年6月16日）は、タイの作家。ペンネームのシーブーラパー ( ศรีบูรพา 、日本語では東方光輝の意味 ) で知られている。タイ文学の巨匠（アーチャーン・ヤイ）として評価されている。

## 生涯
1905年に、バンコクの官僚の家庭に生まれる。6歳で父親が死去し、母親の裁縫店で育つ。中高一貫校のテープシリン校に入学したのちに小説を書くようになり、王族にあたるアーカートダムクーンらと制作した同人誌に恋愛小説などを発表した。卒業後は新聞社に入社してジャーナリストとなり、記事のほかにも評論や小説を発表する。夜学で英語を教えていた時代に、校長のプントゥーム・カモンチャイから「シーブーラパー」のペンネームをすすめられた。
シーブーラパーは長篇小説の第1作『快男児』で著名となり、1929年に若手の作家集団としてスパープ・ブルット（紳士）を主導する。当時は世界恐慌が始まり、タイ国内では議会制民主主義への要望が高まっていた。タイにはプーディー（上流人）という身分制を意識した言葉が主流であり、スパープ・ブルットは平民を意識した名称で活動をして、文芸作品の発表が上流階級だけの趣味ではない点を主張した。雑誌「スパープ・ブルット」も創刊され、言論の自由、人道主義、作家の自立、西欧近代思想の紹介などをテーマとした。タイ立憲革命ののちにはタイ人民党への誘いを受けるが、シーブーラパーは作家の世界にとどまり続けた。革命の推進派だったナラーティップポンプラパンから招きを受けて、「プラチャーチャート（国民）」紙の編集長に就任する。しかし、民主主義を支持して政府批判を行ったために新聞は発行停止処分を受けて、ナラーティップへの影響を案じたシーブーラパーは辞職した。権力による言論の抑圧は、シーブーラパーの作風に大きな影響を与えてゆく。
1935年と1936年には来日し、第二次世界大戦が始まった1939年に新聞の「スパープ・ブルット・プラチャーミット（紳士と国民の友）」を創刊する。1941年には、日本と協定を結んだピブン政権を批判したために3カ月間投獄され、抗日組織である自由タイ運動を支持した。戦後は1947年から1948年にかけてメルボルン大学で政治学を専攻して、白豪主義への反対運動にも参加している。1952年に平和反乱事件で逮捕され、禁固13年4カ月の判決を受ける。投獄生活の中でも執筆を続け、『未来を見つめて』が書かれた。1957年には仏暦2500年の特赦を受けて、1958年に文化交流使節団の団長として中国に行く。その滞在中にサリット・タナラットによるクーデターが起きて、シーブーラパーの著書は共産主義の宣伝書として販売や所持が禁止される。それを知ったシーブーラパーは亡命を決め、1974年に亡命先の北京で生涯を終えた。
タイでは民主化によって、クーデターの時期に抑圧されていた知識人や文芸作品の評価が進む。1988年には生前の活動を記念して、タイの優れた作家、ジャーナリスト、芸術家に贈られるシーブーラパー賞が設立された。生誕100年にあたる2005年には、タイにおいて16の委員会によってセミナー、出版、展示などの企画が実行された。

## 作品
古い身分制度との対決や葛藤、社会的公正、人道主義などをテーマとして書き続けた。名声のきっかけとなった『快男児』(1928) は、華僑系のタイ青年の成功や上流階級の没落が描かれている。立憲革命の直前に書かれた『人生の闘い』(1932) は初期の代表作とされ、ドストエフスキーの『貧しき人々』を下敷きにしている点が指摘されている。著名な作品である『絵の裏』(1937) は、日本に留学経験がある青年と、年長の王族を夫にもつ王女との恋愛物語である。社会の向上を求めることと、恋愛感情の不協和が描かれており、現在でも高く評価されている。『絵の裏』は、英語や中国語に訳されているほか、映画化や舞台化もされている。短篇『また会う日まで』や『彼は目覚めた』には、オーストラリア留学の経験が反映している。欧米作品の翻訳も行っており、サマセット・モーム、アントン・チェーホフ、そしてゴーリキーの『母』をタイ語に訳している。

## 日本語訳著作
- ผจญบาป (1934) 『罪との闘い』　宇戸清治訳、大同生命国際文化基金〈アジアの現代文芸〉、2008年。
  - 「罪との闘い」(1934)
  - 「また会う日まで」(1950)
  - 「彼は目覚めた」 (1952)
- ข้างหลังภาพ (1937) 『絵の裏』　小野澤正喜・小野澤ニッタヤー訳、九州大学出版会、1982年。
- แลไปข้างหน้า (1955-1957) 『未来を見つめて』　安藤浩訳、井村文化事業社、1981年。